# マイケル・ジョンソン
マイケル・ジョンソン（Michael Duane Johnson, 1967年9月13日 - ）は、アメリカ合衆国テキサス州ダラス出身の元陸上競技選手。身長185cm、体重78kg。5人兄弟の末っ子であった。1996年にジェームスサリバン賞を受賞している。
1600mRの世界記録保持者。200mで21連勝、400mで56連勝を成し遂げる。背筋を伸ばした独特のピッチ走法に特徴がある。世界陸上で8個、オリンピックで4個の金メダルを獲得した。

## 経歴
1991年の世界陸上が、ジョンソンが初めて臨む世界の主要大会となった。200mの2次予選では、最後を流しながらも大会新記録（当時）（20秒05）をマークすると、決勝では向い風3.4m/sの中、20秒01と再び大会記録を更新して優勝。2位のフランク・フレデリクスに0.3秒以上の大差をつける圧勝であった。
1992年、全米五輪トライアル200mで優勝し、アメリカ代表入りしたが、1992年バルセロナオリンピックでは食中毒のため準決勝で敗退。しかし、1600mRでは3走を務め、2分55秒74の世界新記録（当時）で金メダルを獲得した。
1993年の世界陸上では400mと1600mRで2冠を達成。なお、アンカーを務めたリレーでは42秒91のラップタイムを記録している。
1995年世界陸上イェーテボリ大会では、200mで19秒79の大会新記録（当時）、400mでも43秒39の大会新記録、そして1600mR（4走）でも2分56秒45で優勝し、三冠の偉業を成し遂げた。なお、200mの大会記録は2007年世界陸上大阪大会でタイソン・ゲイが出した19秒76という記録により破られた。
1996年、全米五輪トライアル200mで、それまでの世界記録（19秒72）を17年振りに更新する19秒66をマーク。400mでも優勝し、アメリカ代表となる。1996年アトランタオリンピックでは、初戦となる400メートル走で43秒49の五輪新で優勝。続いて200mでは自身の持つ世界記録を大幅に更新する19秒32の世界新記録で優勝。このときのタイムは、前半100mが10秒12、後半100mが9秒20という驚異的なものであり、彼自身『コーナーの出口で勝利を確信した。生涯最高のスピードで走っているとわかったよ』と語った。このレースで右ひざを痛めたため、このオリンピックではリレーを走っていない。このジョンソンの出した男子200mの記録は「向う100年は破られない」と言われていたが、それから12年の時を経た北京オリンピックにおいて、自身の眼前でウサイン・ボルトが出した19秒30という記録により終止符を打たれた。
1997年、「世界最速決定戦」として当時の100m9秒84の世界記録保持者ドノバン・ベイリーとの「150メートル走」対決がカナダで行われた。しかし、ジョンソンが脚の故障を理由に途中棄権、ベイリーが勝利した。
同年、足の故障を抱えたまま、3連覇を目指して世界陸上の400mに出場。2次予選では1着を狙わず最後の直線を流してフィニッシュしたところ、4着以内の予定が5着となり、タイムで辛くも準決勝進出という場面もあったが、最後は優勝、貫禄を見せた。因みに優勝タイムの44秒12は、彼のオリンピックと世界陸上タイトルの中では唯一の44秒台となっている。

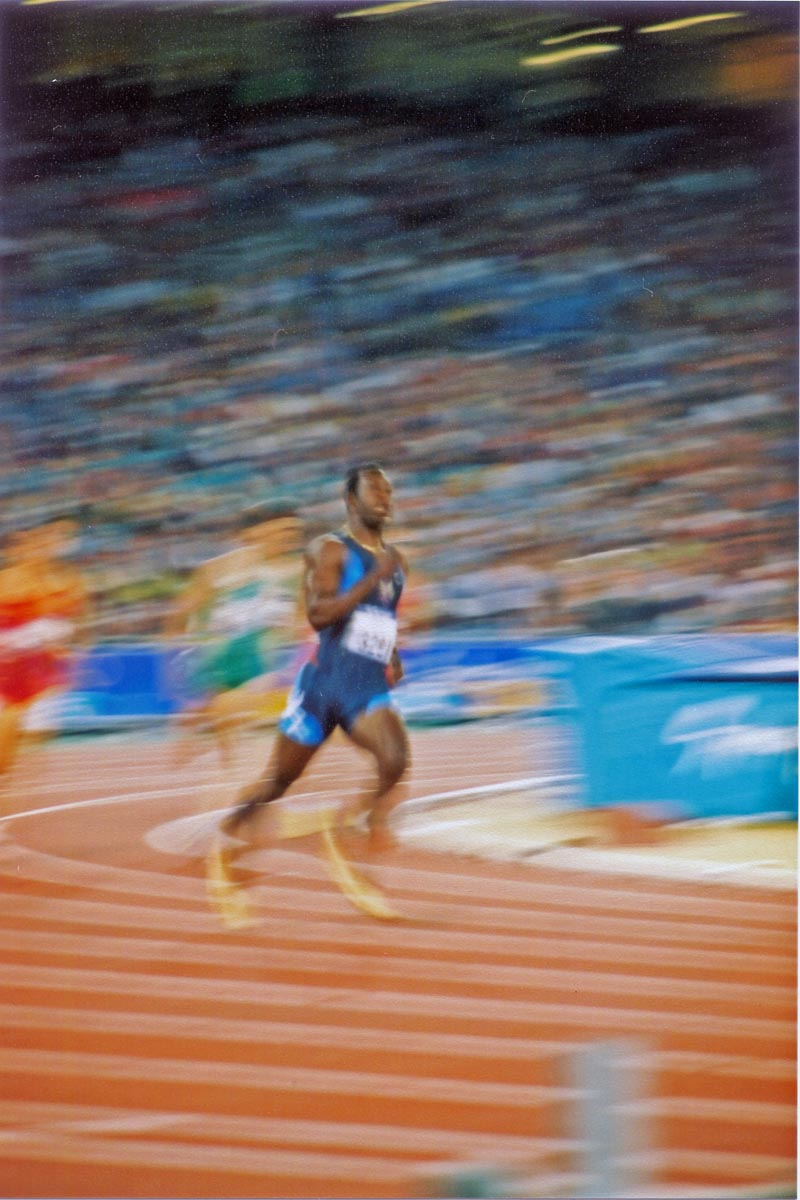
シドニーオリンピックにおけるジョンソン

1999年の世界陸上では400mで大会4連覇を達成するとともに、決勝で43秒18の世界新記録を樹立した。なおこの記録は2016年に開催されたリオデジャネイロオリンピックにてウェイド・バンニーキルクが43秒03の世界新記録を出したことで破られた。また、4×400mリレーでも優勝し、9つ目の金メダルを獲得。これにより、カール・ルイスが保持していた世界陸上金メダル獲得最多数「8」を破っていた。
2000年シドニーオリンピックで、男子400mではオリンピック史上初の連覇を達成。アンカーを務めたリレーでも優勝した。ただし、4×400mリレーに関してはメンバーのアントニオ・ペティグルーにドーピング使用が判明したため2008年8月に失格となり、1999年世界陸上とシドニーオリンピックの金メダルが剥奪されている。
2000年6月24日、ユージーンで行われたプレフォンテーンクラシックの400mで大会記録の43秒92を記録した。(この記録は同じくアメリカのマイケル・ノーマンによって2022年に破られた。)
2001年9月15日、横浜で開催されたスーパー陸上2001において、スウェーデンリレーのアンカーとして走り、1分47秒93で優勝（DREAM TEAM（F・フレデリクス→T・トランメル→S・クロフォード→M・ジョンソン））。競技人生に終止符を打った。
また、ベン・ジョンソンとの比較で彼は『クリーン・ジョンソン』とも呼ばれた。
上述の通り、200mと400mで数々の記録とタイトルを独占したジョンソンだが、この2種目を専門とする陸上競技者は非常に珍しく、そういった意味においてもジョンソンは驚異的かつ稀有な選手であると言える（100mと200mを掛け持ちする選手は多い。その一方で400mは、陸上競技短距離走の中でもっとも過酷であり体力の消耗が激しいため、400mの選手はそれのみを専門にするのが常である）。また、ジョンソンはその驚異的なスピードが故に、普段の練習では競える練習相手がおらず、電光表示掲示板（速度調節が可能な物）を使って練習をしていたというエピソードが残っている。
2018年9月に脳卒中を発症した。当初、左半身がマヒするという症状に襲われたが、同年11月にはほぼ通常の状態に回復した。

## パーソナルベスト
| 種目 | 記録   | 風速     | 場所                           | 日付          | 備考                    |
| ---- | ------ | -------- | ------------------------------ | ------------- | ----------------------- |
| 100m | 10秒09 | +2.0 m/s | ノックスビル（アメリカ合衆国） | 1994年6月16日 |                         |
| 200m | 19秒32 | +0.4 m/s | アトランタ（アメリカ合衆国）   | 1996年8月1日  | 世界歴代4位             |
| 300m | 30秒85 | ―        | プレトリア（南アフリカ共和国） | 2000年3月24日 | 世界歴代2位（高地記録） |
| 400m | 43秒18 | ―        | セビリア（スペイン）           | 1999年8月26日 | 世界歴代2位、北米記録   |
| 400m | 44秒63 | （室内） | アトランタ（アメリカ合衆国）   | 1995年3月4日  | 世界歴代3位             |

## 主な成績
| 年   | 大会                     | 場所                             | 種目   | 結果    | 記録      | 備考          |
| ---- | ------------------------ | -------------------------------- | ------ | ------- | --------- | ------------- |
| 1990 | グッドウィルゲームズ     | シアトル(アメリカ合衆国)         | 200m   | 1位     | 20秒54    |               |
| 1991 | 世界陸上競技選手権大会   | 東京(日本)                       | 200m   | 1位     | 20秒01    | 大会新        |
| 1991 | IAAFグランプリファイナル | バルセロナ(スペイン)             | 200m   | 1位     | 19秒88    |               |
| 1992 | 全米選手権               | ニューオーリンズ(アメリカ合衆国) | 200m   | 1位     | 19秒79    |               |
| 1992 | オリンピック             | バルセロナ(スペイン)             | 200m   | 6位(sf) | 20秒78    |               |
| 1992 | オリンピック             | バルセロナ(スペイン)             | 1600mR | 1位     | 2分55秒74 | 世界新        |
| 1993 | 世界陸上競技選手権大会   | シュトゥットガルト(ドイツ)       | 400m   | 1位     | 43秒65    | 大会新        |
| 1993 | 世界陸上競技選手権大会   | シュトゥットガルト(ドイツ)       | 1600mR | 1位     | 2分54秒29 | 世界新        |
| 1993 | IAAFグランプリファイナル | ロンドン(イギリス)               | 200m   | 3位     | 20秒41    |               |
| 1994 | グッドウィルゲームズ     | サンクトペテルブルク(ロシア)     | 200m   | 1位     | 20秒10    | 大会新        |
| 1995 | 世界陸上競技選手権大会   | イェーテボリ(スウェーデン)       | 200m   | 1位     | 19秒79    | 大会新        |
| 1995 | 世界陸上競技選手権大会   | イェーテボリ(スウェーデン)       | 400m   | 1位     | 43秒39    | 大会新        |
| 1995 | 世界陸上競技選手権大会   | イェーテボリ(スウェーデン)       | 1600mR | 1位     | 2分57秒32 |               |
| 1995 | IAAFグランプリファイナル | モンテカルロ(モナコ)             | 200m   | 1位     | 19秒93    |               |
| 1996 | 全米選手権               | アトランタ(アメリカ合衆国)       | 200m   | 1位     | 19秒66    | 世界新        |
| 1996 | 全米選手権               | アトランタ(アメリカ合衆国)       | 400m   | 1位     | 43秒44    |               |
| 1996 | オリンピック             | アトランタ(アメリカ合衆国)       | 200m   | 1位     | 19秒32    | 世界新、(*1)  |
| 1996 | オリンピック             | アトランタ(アメリカ合衆国)       | 400m   | 1位     | 43秒49    | 五輪新        |
| 1997 | 世界陸上競技選手権大会   | アテネ(ギリシャ)                 | 400m   | 1位     | 44秒12    |               |
| 1998 | グッドウィルゲームズ     | ニューヨーク(アメリカ合衆国)     | 400m   | 1位     | 43秒76    | 大会新        |
| 1999 | 世界陸上競技選手権大会   | セビリア(スペイン)               | 400m   | 1位     | 43秒18    | 世界新、4連覇 |
| 1999 | 世界陸上競技選手権大会   | セビリア(スペイン)               | 1600mR | DSQ     |           |               |
| 2000 | オリンピック             | シドニー(オーストラリア)         | 400m   | 1位     | 43秒84    | (*2)          |
| 2000 | オリンピック             | シドニー(オーストラリア)         | 1600mR | DSQ     |           |               |

(*1) オリンピックにおいて、200mと400mの二冠は男子では史上初であった。なお、女子ではバレリー・ブリスコ・フックス（アメリカ)とマリー・ジョゼ・ペレク（フランス）の2人が、それぞれ1984年、1996年に達成している。
(*2) 男子では400mで史上初の連覇となった。女子ではペレクが1992年、1996年に連覇している。